# Golf de La Boulie
Le golf de La Boulie est un complexe de golf situé à Versailles, près de Paris. Il dispose notamment de deux parcours de dix-huit trous et un de neuf trous. Le golf existe depuis le début du XXe siècle, la construction du premier parcours a débuté en 1901. Il appartient depuis 1951 au Racing Club de France.

## Histoire
Mentionné dans un acte de 1360, La Boulie est un petit hameau en 1765, à l'entrée du grand parc du château de Versailles. L'une des portes de ce domaine historique est celle de La Boulie ou de : La Bouillie.
Le golf est créé par le diplomate et champion de golf Pierre Deschamps (1856-1923), en 1901. P. Deschamps acquiert les terres de la ferme de la famille de Charles Brad. 
En 1906, le golf accueille le 1er Open de France. Dix-neuf éditions de l'Open de France sont jouées au Golf de la Boulie, dont les sept premières éditions, de 1906 à 1912.

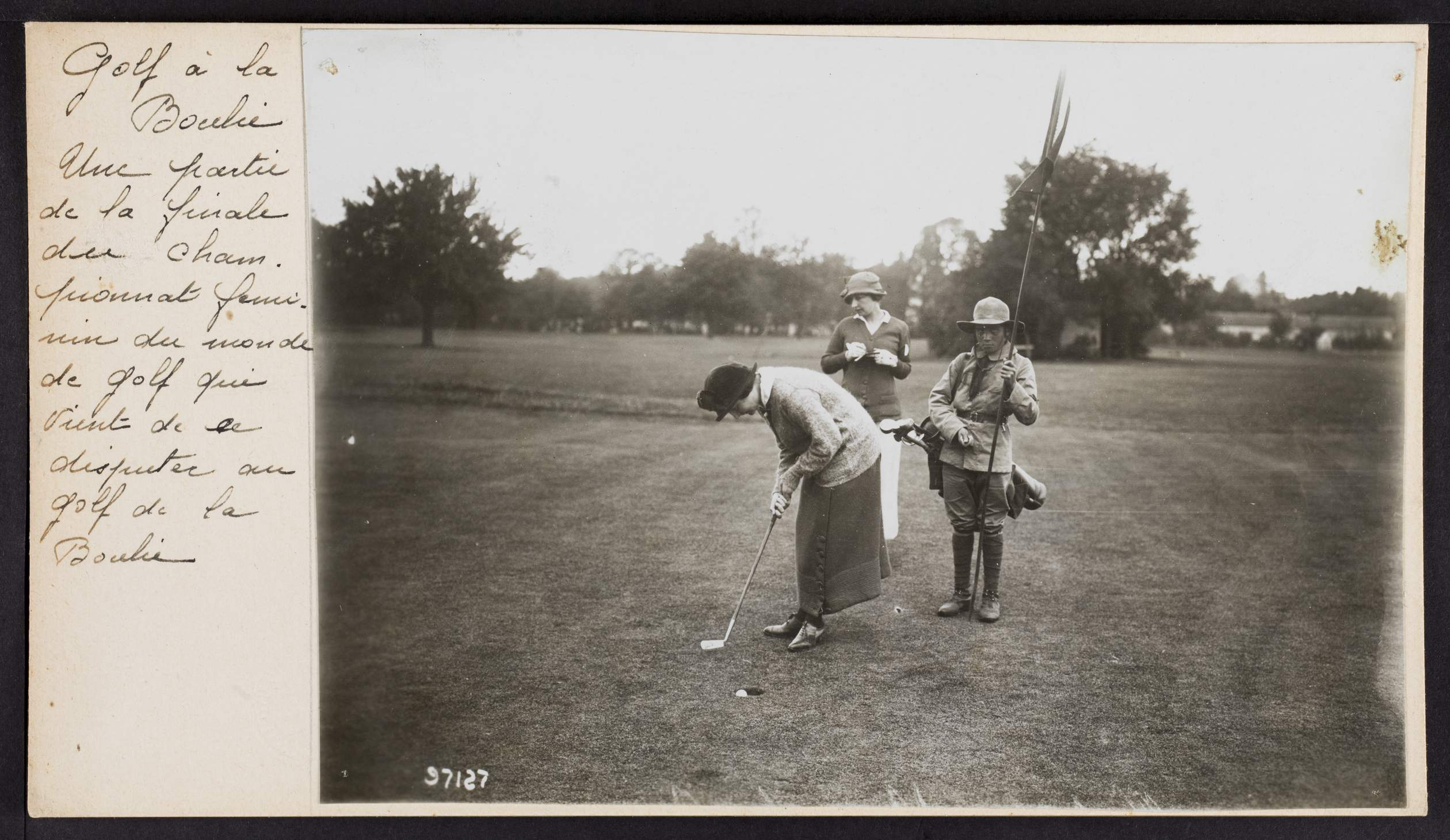
Championnat du monde de golf féminin, années 1910, université de Caen.
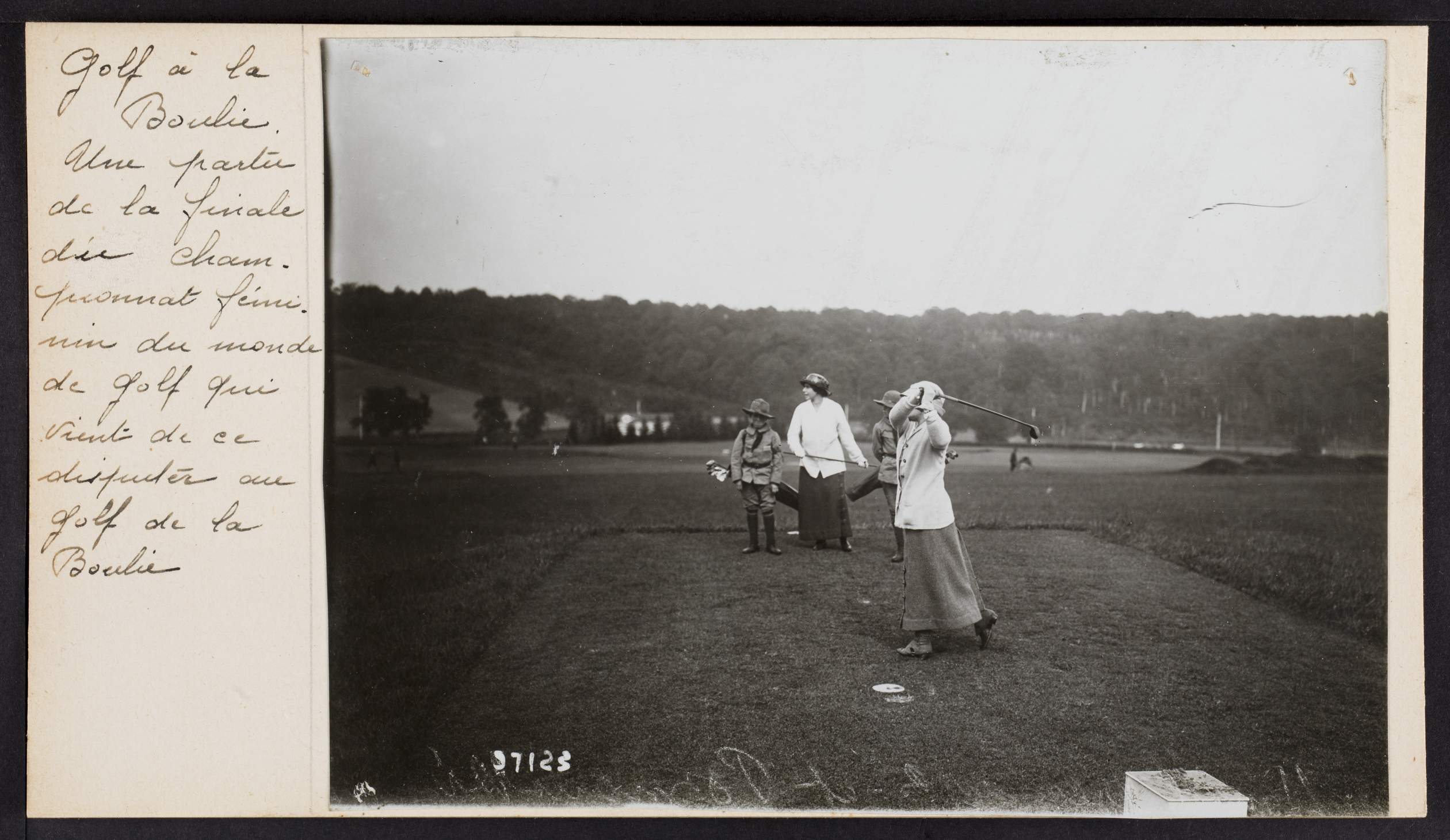
Championnat du monde de golf féminin, années 1910, université de Caen.

Le domaine est un hôpital militaire en 1914-1918. Et une école de chars de l'armée allemande, en 1939-1944.
Le golf accueille la Coupe du monde de golf en 1963. La victoire revient à l'équipe américaine composée de Jack Nicklaus et d'Arnold Palmer.

## Parcours
Le complexe propose trois parcours de golf :
- La Vallée, 18 trous de 5 918 m[6].

- La Forêt, inauguré en mai 1968, 18 trous de 6 122 m[7].
- Le Coteau, 9 trous

Le club dispose de 6 courts de tennis en terre-battue ouverts d'avril à octobre et un court en quick (béton poreux).